# Mohamed Zidan
Mohamed Zidan (in arabo محمد زيدان‎?; Porto Said, 11 dicembre 1981) è un ex calciatore egiziano, di ruolo attaccante.

## Caratteristiche tecniche
Era un calciatore polivalente, in grado di fornire – grazie alla propria versatilità tattica – più soluzioni al proprio allenatore. Pur ricoprendo il ruolo di prima punta reggendo sulle spalle il peso dell'attacco, oppure giocando in coppia con un altro attaccante, poteva essere utilizzato da esterno o a supporto delle punte.
Nonostante peccasse di resistenza nell'arco dei 90 minuti di gioco, si distingueva per tecnica individuale, senso della posizione, velocità e una buona visione di gioco, che gli consentiva di mandare a rete i propri compagni.
La sua carriera è stata costellata di infortuni.

## Carriera

### Club
Inizia la carriera in patria, nell'Al-Masry, squadra della sua città, Port Said. Nel 1999 si trasferisce nel campionato danese, all'Akademisk Boldklub e nel 2003 al più quotato Midtjylland, diventando capocannoniere del campionato e Giocatore dell'Anno al termine della stagione successiva.
Nella stagione 2004-2005, durante la sessione invernale del calciomercato, è acquistato dal Werder Brema, squadra della Bundesliga, e va a segno nelle prime due presenze con la maglia arancioverde.
All'inizio della stagione 2005-2006 è ceduto in prestito al Magonza, dove si mette in luce come uno dei talenti più fulgidi del torneo. Il 22 aprile 2006 segna un grande gol che apre le marcature in Magonza-Bayern Monaco 2-2. Nell'occasione Zidan supera un difensore con un elastico (particolare dribbling) e scocca un tiro rasoterra imparabile per il portiere avversario.
Alla fine della stagione torna al Werder Brema, con cui segna il gol decisivo nella semifinale della Coppa di Lega tedesca contro l'Amburgo. Dopo 6 presenze in campionato con il Werder torna al Magonza in prestito. La stagione si chiude con la retrocessione in Zweite Bundesliga, nonostante i 13 gol in 15 partite di Zidan.
Il 3 giugno 2007 l'Amburgo ufficializza il suo acquisto e gli fa firmare un contratto quadriennale per 5,2 milioni di euro.
Circa un anno dopo, il 16 agosto 2008, viene ceduto al Borussia Dortmund, che con l'aggiunta di un conguaglio economico scambia l'egiziano con il croato Mladen Petrić. Disputa la sua prima partita contro il Bayern Monaco il 23 agosto 2008, terminata 1-1.
Fuori dai progetti tecnici della società, il 31 gennaio 2012 torna per la terza volta al Magonza firmando un contratto valido fino al termine della stagione. Il 10 marzo supera il precedente primato appartenuto a Fredi Bobic, diventando il primo calciatore nella storia della Bundesliga a segnare in sei incontri consecutivi con una nuova maglia.
Il 31 luglio 2012 passa a parametro zero al Baniyas - squadra degli Emirati Arabi Uniti - accordandosi con la società per due stagioni. A metà stagione viene messo fuori rosa in quanto accusato di aver simulato un infortunio al ginocchio. Il giocatore in seguito - dopo aver trascorso ai margini anche la stagione successiva - vincerà la causa contro la società, ricevendo 900.000 dollari.
Il 15 settembre 2015 - dopo due anni di inattività - si lega per una stagione all'El-Entag El-Harby. A distanza di pochi mesi rescinde il contratto con la società.

### Nazionale
Esordisce con la selezione dei Faraoni il 27 maggio 2005 in Kuwait-Egitto (0-1), rilevando Abdel Halim Ali al 67'. Mette a segno la sua prima rete in nazionale il 2 settembre 2006 contro il Burundi.
Viene convocato per la Coppa d'Africa 2008, disputata in Ghana. All'esordio nella competizione mette a segno una doppietta ai danni del Camerun. La partita si concluderà sul risultato di 4-2. Il 10 febbraio i Faraoni si laureano - grazie al successo per 1-0 contro il Camerun (suo è l'assist che mette Aboutrika in condizione di segnare) - campioni per la seconda edizione consecutiva.
Nel 2009 prende parte alla FIFA Confederations Cup. Nella partita inaugurale della competizione mette a segno una doppietta nella partita persa 4-3 contro il Brasile. L'Egitto verrà poi eliminato al termine della fase a gironi.
Nel 2010 viene inserito tra i convocati che prenderanno parte alla Coppa d'Africa 2010. Suo è l'assist che consente a Gedo di segnare nella finale vinta 1-0 contro il Ghana. La vittoria decreta il settimo successo dei Faraoni nella competizione, il terzo consecutivo.
Il 22 giugno 2012 il CT Bob Bradley lo esclude dalla nazionale. Il calciatore aveva declinato la convocazione per un delicato incontro di qualificazione alla Coppa d'Africa 2012 contro la Repubblica Centrafricana per poter discutere gli accordi di un eventuale ingaggio con una società cinese.

## Statistiche

### Presenze e reti nei club
Statistiche aggiornate al 19 dicembre 2015.
| Stagione                 | Squadra                  | Campionato               | Campionato | Campionato | Coppe nazionali | Coppe nazionali | Coppe nazionali | Coppe continentali | Coppe continentali | Coppe continentali | Altre coppe | Altre coppe | Altre coppe | Totale | Totale |
| Stagione                 | Squadra                  | Comp                     | Pres       | Reti       | Comp            | Pres            | Reti            | Comp               | Pres               | Reti               | Comp        | Pres        | Reti        | Pres   | Reti   |
| ------------------------ | ------------------------ | ------------------------ | ---------- | ---------- | --------------- | --------------- | --------------- | ------------------ | ------------------ | ------------------ | ----------- | ----------- | ----------- | ------ | ------ |
| 2000-2001                | AB                       | SL                       | 5          | 0          | CD              | 0               | 0               | CU                 | 0                  | 0                  | -           | -           | -           | 5      | 0      |
| 2001-2002                | AB                       | SL                       | 17         | 1          | CD              | 0               | 0               | -                  | -                  | -                  | -           | -           | -           | 17     | 1      |
| 2002-2003                | AB                       | SL                       | 29         | 11         | CD              | 0               | 0               | -                  | -                  | -                  | -           | -           | -           | 29     | 11     |
| Totale AB                | Totale AB                | Totale AB                | 51         | 12         |                 | 0               | 0               |                    | 0                  | 0                  |             | -           | -           | 51     | 12     |
| 2003-2004                | Midtjylland              | SL                       | 30         | 19         | CD              | 1               | 0               | -                  | -                  | -                  | -           | -           | -           | 31     | 19     |
| 2004-gen. 2005           | Midtjylland              | SL                       | 17         | 11         | CD              | 2               | 3               | -                  | -                  | -                  | -           | -           | -           | 19     | 14     |
| Totale Midtjylland       | Totale Midtjylland       | Totale Midtjylland       | 47         | 30         |                 | 3               | 3               |                    | -                  | -                  |             | -           | -           | 50     | 33     |
| gen.-giu. 2005           | Werder Brema             | BL                       | 10         | 2          | CG              | 0               | 0               | UCL                | 0                  | 0                  | CdL         | -           | -           | 10     | 2      |
| 2005-2006                | Magonza                  | BL                       | 26         | 9          | CG              | 3               | 1               | CU                 | 1                  | 0                  | -           | -           | -           | 30     | 10     |
| 2006-gen. 2007           | Werder Brema             | BL                       | 5          | 1          | CG              | 2               | 1               | UCL                | 1                  | 0                  | CdL         | 1           | 1           | 9      | 3      |
| Totale Werder Brema      | Totale Werder Brema      | Totale Werder Brema      | 15         | 3          |                 | 2               | 1               |                    | 1                  | 0                  |             | 1           | 1           | 19     | 5      |
| gen.-giu. 2007           | Magonza                  | BL                       | 15         | 13         | CG              | -               | -               | -                  | -                  | -                  | -           | -           | -           | 13     | 13     |
| 2007-2008                | Amburgo                  | BL                       | 21         | 2          | CG              | 3               | 1               | Int+CU             | 2+7                | 0+1                | -           | -           | -           | 33     | 4      |
| ago. 2008                | Amburgo                  | BL                       | -          | -          | CG              | 1               | 0               | CU                 | -                  | -                  | -           | -           | -           | 1      | 0      |
| Totale Amburgo           | Totale Amburgo           | Totale Amburgo           | 21         | 2          |                 | 4               | 1               |                    | 9                  | 1                  |             | -           | -           | 34     | 4      |
| ago. 2008-2009           | Borussia Dortmund        | BL                       | 29         | 7          | CG              | 2               | 0               | CU                 | 1                  | 0                  | -           | -           | -           | 32     | 7      |
| 2009-2010                | Borussia Dortmund        | BL                       | 27         | 6          | CG              | 3               | 2               | -                  | -                  | -                  | -           | -           | -           | 30     | 8      |
| 2010-2011                | Borussia Dortmund        | BL                       | 8          | 0          | CG              | 0               | 0               | UEL                | 1                  | 0                  | -           | -           | -           | 9      | 0      |
| 2011-gen. 2012           | Borussia Dortmund        | BL                       | 2          | 0          | CG              | 0               | 0               | UCL                | 1                  | 0                  | SG          | 0           | 0           | 3      | 0      |
| Totale Borussia Dortmund | Totale Borussia Dortmund | Totale Borussia Dortmund | 66         | 13         |                 | 5               | 2               |                    | 3                  | 0                  |             | 0           | 0           | 74     | 15     |
| gen.-giu. 2012           | Magonza                  | BL                       | 12         | 7          | CG              | -               | -               | -                  | -                  | -                  | -           | -           | -           | 12     | 7      |
| Totale Magonza           | Totale Magonza           | Totale Magonza           | 53         | 29         |                 | 3               | 1               |                    | 1                  | 0                  |             | -           | -           | 57     | 30     |
| 2012-2013                | Baniyas                  | PL                       | 9          | 3          | EEC             | 2               | 1               | -                  | -                  | -                  | -           | -           | -           | 11     | 4      |
| 2013-2014                | Baniyas                  | PL                       | -          | -          | EEC             | -               | -               | -                  | -                  | -                  | -           | -           | -           | -      | -      |
| Totale Baniyas           | Totale Baniyas           | Totale Baniyas           | 9          | 3          |                 | 2               | 1               |                    | -                  | -                  |             | -           | -           | 11     | 4      |
| 2015-2016                | El-Entag El-Harby        | PL                       | 3          | 0          | CE              | 0               | 0               | -                  | -                  | -                  | -           | -           | -           | 3      | 0      |
| Totale carriera          | Totale carriera          | Totale carriera          | 265        | 92         |                 | 19              | 9               |                    | 14                 | 1                  |             | 1           | 1           | 299    | 103    |

### Cronologia presenze e reti in nazionale
| Cronologia completa delle presenze e delle reti in nazionale ― Egitto | Cronologia completa delle presenze e delle reti in nazionale ― Egitto | Cronologia completa delle presenze e delle reti in nazionale ― Egitto | Cronologia completa delle presenze e delle reti in nazionale ― Egitto | Cronologia completa delle presenze e delle reti in nazionale ― Egitto | Cronologia completa delle presenze e delle reti in nazionale ― Egitto | Cronologia completa delle presenze e delle reti in nazionale ― Egitto | Cronologia completa delle presenze e delle reti in nazionale ― Egitto |
| Data                                                                  | Città                                                                 | In casa                                                               | Risultato                                                             | Ospiti                                                                | Competizione                                                          | Reti                                                                  | Note                                                                  |
| --------------------------------------------------------------------- | --------------------------------------------------------------------- | --------------------------------------------------------------------- | --------------------------------------------------------------------- | --------------------------------------------------------------------- | --------------------------------------------------------------------- | --------------------------------------------------------------------- | --------------------------------------------------------------------- |
| 27-5-2005                                                             | Madinat al-Kuwait                                                     | Kuwait                                                                | 0 – 1                                                                 | Egitto                                                                | Amichevole                                                            | -                                                                     | 67’                                                                   |
| 5-6-2005                                                              | Il Cairo                                                              | Egitto                                                                | 6 – 1                                                                 | Sudan                                                                 | Qual. Mondiali 2006                                                   | -                                                                     | 60’                                                                   |
| 8-10-2005                                                             | Yaoundé                                                               | Camerun                                                               | 1 – 1                                                                 | Egitto                                                                | Qual. Mondiali 2006                                                   | -                                                                     | 63’                                                                   |
| 2-9-2006                                                              | Il Cairo                                                              | Egitto                                                                | 4 – 1                                                                 | Burundi                                                               | Qual. Coppa d'Africa 2008                                             | 1                                                                     |                                                                       |
| 7-10-2006                                                             | Gaborone                                                              | Botswana                                                              | 0 – 0                                                                 | Egitto                                                                | Qual. Coppa d'Africa 2008                                             | -                                                                     | 68’                                                                   |
| 7-2-2007                                                              | Il Cairo                                                              | Egitto                                                                | 2 – 0                                                                 | Svezia                                                                | Amichevole                                                            | -                                                                     | 61’                                                                   |
| 25-3-2007                                                             | Il Cairo                                                              | Egitto                                                                | 3 – 0                                                                 | Mauritania                                                            | Qual. Coppa d'Africa 2008                                             | 1                                                                     |                                                                       |
| 22-8-2007                                                             | Parigi                                                                | Costa d'Avorio                                                        | 0 – 0                                                                 | Egitto                                                                | Amichevole                                                            | -                                                                     | 53’                                                                   |
| 13-10-2007                                                            | Il Cairo                                                              | Egitto                                                                | 1 – 0                                                                 | Botswana                                                              | Qual. Coppa d'Africa 2008                                             | -                                                                     | 72’                                                                   |
| 10-1-2008                                                             | Abu Dhabi                                                             | Egitto                                                                | 1 – 0                                                                 | Mali                                                                  | Amichevole                                                            | -                                                                     |                                                                       |
| 13-1-2008                                                             | Alverca do Ribatejo                                                   | Angola                                                                | 3 – 3                                                                 | Egitto                                                                | Amichevole                                                            | -                                                                     | 78’                                                                   |
| 22-1-2008                                                             | Kumasi                                                                | Egitto                                                                | 4 – 2                                                                 | Camerun                                                               | Coppa d'Africa 2008 - 1º turno                                        | 2                                                                     | 70’                                                                   |
| 26-1-2008                                                             | Kumasi                                                                | Egitto                                                                | 3 – 0                                                                 | Sudan                                                                 | Coppa d'Africa 2008 - 1º turno                                        | -                                                                     | 56’                                                                   |
| 30-1-2008                                                             | Tamale                                                                | Egitto                                                                | 1 – 1                                                                 | Zambia                                                                | Coppa d'Africa 2008 - 1º turno                                        | -                                                                     | 60’                                                                   |
| 7-2-2008                                                              | Sekondi-Takoradi                                                      | Costa d'Avorio                                                        | 1 – 4                                                                 | Egitto                                                                | Coppa d'Africa 2008 - Semifinale                                      | -                                                                     | 69’                                                                   |
| 10-2-2008                                                             | Accra                                                                 | Camerun                                                               | 0 – 1                                                                 | Egitto                                                                | Coppa d'Africa 2008 - Finale                                          | -                                                                     | 60’                                                                   |
| 26-3-2008                                                             | Il Cairo                                                              | Egitto                                                                | 0 – 2                                                                 | Argentina                                                             | Amichevole                                                            | -                                                                     | 73’                                                                   |
| 11-2-2009                                                             | Il Cairo                                                              | Egitto                                                                | 2 – 2                                                                 | Ghana                                                                 | Amichevole                                                            | -                                                                     | 86’                                                                   |
| 29-3-2009                                                             | Il Cairo                                                              | Egitto                                                                | 1 – 1                                                                 | Zambia                                                                | Qual. Mondiali 2010                                                   | -                                                                     | 57’                                                                   |
| 30-5-2009                                                             | Mascate                                                               | Oman                                                                  | 0 – 1                                                                 | Egitto                                                                | Amichevole                                                            | -                                                                     |                                                                       |
| 7-6-2009                                                              | Blida                                                                 | Algeria                                                               | 3 – 1                                                                 | Egitto                                                                | Qual. Mondiali 2010                                                   | -                                                                     | 81’                                                                   |
| 15-6-2009                                                             | Bloemfontein                                                          | Brasile                                                               | 4 – 3                                                                 | Egitto                                                                | Conf. Cup 2009 - 1º turno                                             | 2                                                                     |                                                                       |
| 18-6-2009                                                             | Johannesburg                                                          | Egitto                                                                | 1 – 0                                                                 | Italia                                                                | Conf. Cup 2009 - 1º turno                                             | -                                                                     | 57’                                                                   |
| 5-7-2009                                                              | Il Cairo                                                              | Egitto                                                                | 3 – 0                                                                 | Ruanda                                                                | Qual. Mondiali 2010                                                   | -                                                                     | 53’                                                                   |
| 14-11-2009                                                            | Il Cairo                                                              | Egitto                                                                | 2 – 0                                                                 | Algeria                                                               | Qual. Mondiali 2010                                                   | -                                                                     | 78’                                                                   |
| 18-11-2009                                                            | Omdurman                                                              | Algeria                                                               | 1 – 0                                                                 | Egitto                                                                | Qual. Mondiali 2010                                                   | -                                                                     | 46’                                                                   |
| 4-1-2010                                                              | Dubai                                                                 | Egitto                                                                | 1 – 0                                                                 | Mali                                                                  | Amichevole                                                            | -                                                                     | 69’                                                                   |
| 12-1-2010                                                             | Benguela                                                              | Egitto                                                                | 3 – 1                                                                 | Nigeria                                                               | Coppa d'Africa 2010 - 1º turno                                        | -                                                                     | 84’                                                                   |
| 16-1-2010                                                             | Benguela                                                              | Egitto                                                                | 2 – 0                                                                 | Mozambico                                                             | Coppa d'Africa 2010 - 1º turno                                        | -                                                                     | 57’                                                                   |
| 20-1-2010                                                             | Benguela                                                              | Egitto                                                                | 2 – 0                                                                 | Benin                                                                 | Coppa d'Africa 2010 - 1º turno                                        | -                                                                     | 53’                                                                   |
| 25-1-2010                                                             | Benguela                                                              | Egitto                                                                | 3 – 1 dts                                                             | Camerun                                                               | Coppa d'Africa 2010 - Quarti di finale                                | -                                                                     | 67’                                                                   |
| 28-1-2010                                                             | Benguela                                                              | Algeria                                                               | 0 – 4                                                                 | Egitto                                                                | Coppa d'Africa 2010 - Semifinale                                      | 1                                                                     |                                                                       |
| 31-1-2010                                                             | Luanda                                                                | Ghana                                                                 | 0 – 1                                                                 | Egitto                                                                | Coppa d'Africa 2010 - Finale                                          | -                                                                     |                                                                       |
| 3-3-2010                                                              | Londra                                                                | Inghilterra                                                           | 3 – 1                                                                 | Egitto                                                                | Amichevole                                                            | 1                                                                     | 76’                                                                   |
| 17-11-2010                                                            | Il Cairo                                                              | Egitto                                                                | 3 – 0                                                                 | Australia                                                             | Amichevole                                                            | 1                                                                     | 57’ 90’                                                               |
| 26-3-2011                                                             | Johannesburg                                                          | Sudafrica                                                             | 1 – 0                                                                 | Egitto                                                                | Qual. Coppa d'Africa 2012                                             | -                                                                     | 86’                                                                   |
| 5-6-2011                                                              | Il Cairo                                                              | Egitto                                                                | 0 – 0                                                                 | Sudafrica                                                             | Qual. Coppa d'Africa 2012                                             | -                                                                     | 57’                                                                   |
| 14-11-2011                                                            | Doha                                                                  | Brasile                                                               | 2 – 0                                                                 | Egitto                                                                | Amichevole                                                            | -                                                                     | 46’                                                                   |
| 1-6-2012                                                              | Alessandria d'Egitto                                                  | Egitto                                                                | 2 – 0                                                                 | Mozambico                                                             | Qual. Mondiali 2014                                                   | 1                                                                     | 46’                                                                   |
| 10-6-2012                                                             | Conakry                                                               | Guinea                                                                | 2 – 3                                                                 | Egitto                                                                | Qual. Mondiali 2014                                                   | -                                                                     | 58’                                                                   |
| 15-6-2012                                                             | Alessandria d'Egitto                                                  | Egitto                                                                | 2 – 3                                                                 | Rep. Centrafricana                                                    | Qual. Coppa d'Africa 2013                                             | 1                                                                     | 62’                                                                   |
| Totale                                                                |                                                                       | Presenze                                                              | 41                                                                    |                                                                       | Reti                                                                  | 11                                                                    |                                                                       |

## Palmarès

### Club

#### Competizioni nazionali
- Supercoppa di Danimarca: 1

AB: 1999
- Coppa di Lega tedesca: 1

Werder Brema: 2006
- Campionato tedesco: 1

Borussia Dortmund: 2010-2011

#### Competizioni internazionali
- Coppa Intertoto UEFA: 1

Amburgo: 2007

### Nazionale
- Coppa d'Africa: 2

Egitto: 2008, 2010

### Individuale
- Capocannoniere della Superligaen: 1

2003-2004 (19 gol, a pari merito con Steffen Højer, Mwape Miti e Tommy Bechmann)